# Przeździęk Wielki (przystanek kolejowy)
Przeździęk Wielki – zamknięty przystanek osobowy w Przeździęku Wielkim na linii kolejowej nr 225 Nidzica – Wielbark, w województwie warmińsko-mazurskim w Polsce.